# Дейвид Копърфийлд (илюзионист)
Вижте пояснителната страница за други личности с името Дейвид Копърфийлд.
Дейвид Копърфийлд (на английски: David Copperfield; роден като David Seth Kotkin е американски илизионист, роден на 16 септември 1956 година в Метучен, Ню Джърси, САЩ.
От 1970-те години той е известен чрез множество участия в телевизията. Всяка година той дава около 500 представления на живо в целия свят.
Според пресата Копърфийлд има син и дъщеря от чешкия модел Мария Петлицкова. Петлицкова живее с децата във вила близо до Лас Вегас, която струва 1,5 милиона долара.